# HD 159868 b
HD 159868 هو كوكب خارج المجموعة الشمسية يتبع النجم HD 159868 ، تتراوح متوسط مسافتة المدارية بين 0.62 وحدة فلكية إلى ما يصل إلى 3.38 وحدة فلكية.